# 1966-os Copa Libertadores
Az 1966-os Copa Libertadores volt a legrangosabb dél-amerikai nemzetközi labdarúgókupa 7. kiírása. A kupa 1966. február 5-én vette kezdetét és április 15-én ért véget. Brazília és Kolumbia nem küldték a kupába a csapataikat. Először a Copa Libertadores történetében, nem csak bajnokcsapatok vettek részt a tornán.
A címvédő az argentin Independiente volt. A tornát az uruguayi Peñarol csapata nyerte meg, a kupa történetében harmadjára.

## Résztvevők
| Ország    | Csapat                          | Kvalifikáció módja                    |
| --------- | ------------------------------- | ------------------------------------- |
| CONMEBOL  | Independiente (4. torna)        | Az 1965-ös Copa Libertadores győztese |
| Argentína | Boca Juniors (3. torna)         | 1965-ös argentin bajnok               |
| Argentína | River Plate (1. torna)          | 1965-ös argentin ezüstérmes           |
| Bolívia   | Municipal de La Paz (2. torna)  | 1965-ös bolíviai bajnok               |
| Bolívia   | Jorge Wilstermann (3. torna)    | 1965-ös bolíviai ezüstérmes           |
| Chile     | Universidad de Chile (4. torna) | 1965-ös chilei bajnok                 |
| Chile     | Universidad Católica (2. torna) | 1965-ös chilei ezüstérmes             |
| Ecuador   | Emelec (2. torna)               | 1965-ös ecuadori bajnok               |
| Ecuador   | 9 de Octubre (1. torna)         | 1965-ös ecuadori ezüstérmes           |
| Paraguay  | Olimpia Asunción (4. torna)     | 1965-ös paraguayi bajnok              |
| Paraguay  | Guaraní (2. torna)              | 1965-ös paraguayi ezüstérmes          |
| Peru      | Alianza Lima (3. torna)         | 1965-ös perui bajnok                  |
| Peru      | Universitario (3. torna)        | 1965-ös perui ezüstérmes              |
| Uruguay   | Peñarol (6. torna)              | 1965-ös uruguayi bajnok               |
| Uruguay   | Nacional (3. torna)             | 1965-ös uruguayi ezüstérmes           |
| Venezuela | Lara (1. torna)                 | 1965-ös venezuelai bajnok             |
| Venezuela | Deportivo Italia (2. torna)     | 1965-ös venezuelai ezüstérmes         |

## Első kör

### 1. csoport
| Hely. | Csapat           | M  | Gy | D | V | G+ | G– | Gk  | P  | Továbbjutás vagy kiesés |
| ----- | ---------------- | -- | -- | - | - | -- | -- | --- | -- | ----------------------- |
| 1.    | River Plate      | 10 | 8  | 1 | 1 | 23 | 8  | +15 | 17 | Továbbjutott            |
| 2.    | Boca Juniors     | 10 | 7  | 0 | 3 | 19 | 9  | +10 | 14 | Továbbjutott            |
| 3.    | Universitario    | 10 | 4  | 3 | 3 | 10 | 13 | −3  | 11 |                         |
| 4.    | Deportivo Italia | 10 | 4  | 2 | 4 | 15 | 18 | −3  | 10 |                         |
| 5.    | Alianza Lima     | 10 | 2  | 0 | 8 | 9  | 16 | −7  | 4  |                         |
| 6.    | Lara             | 10 | 1  | 2 | 7 | 5  | 17 | −12 | 4  |                         |

### 2. csoport
| Hely. | Csapat               | M | Gy | D | V | G+ | G– | Gk | P | Továbbjutás vagy kiesés |
| ----- | -------------------- | - | -- | - | - | -- | -- | -- | - | ----------------------- |
| 1.    | Universidad Católica | 6 | 2  | 3 | 1 | 9  | 5  | +4 | 7 | Továbbjutott            |
| 2.    | Guaraní              | 6 | 2  | 2 | 2 | 9  | 9  | 0  | 6 | Továbbjutott            |
| 3.    | Olimpia Asunción     | 6 | 2  | 2 | 2 | 7  | 10 | −3 | 6 |                         |
| 4.    | Universidad de Chile | 6 | 1  | 3 | 2 | 6  | 7  | −1 | 5 |                         |

### 3. csoport
| Hely. | Csapat              | M  | Gy | D | V | G+ | G– | Gk  | P  | Továbbjutás vagy kiesés |
| ----- | ------------------- | -- | -- | - | - | -- | -- | --- | -- | ----------------------- |
| 1.    | Peñarol             | 10 | 8  | 0 | 2 | 20 | 10 | +10 | 16 | Továbbjutott            |
| 2.    | Nacional            | 10 | 7  | 1 | 2 | 22 | 10 | +12 | 15 | Továbbjutott            |
| 3.    | Jorge Wilstermann   | 10 | 4  | 2 | 4 | 14 | 14 | 0   | 10 |                         |
| 4.    | Municipal de La Paz | 10 | 4  | 1 | 5 | 21 | 22 | −1  | 9  |                         |
| 5.    | Emelec              | 10 | 4  | 0 | 6 | 15 | 18 | −3  | 8  |                         |
| 6.    | 9 de Octubre        | 10 | 1  | 0 | 9 | 13 | 31 | −18 | 2  |                         |

## Elődöntő

### A csoport
| Hely. | Csapat        | M | Gy | D | V | G+ | G– | Gk | P | Továbbjutás vagy kiesés |
| ----- | ------------- | - | -- | - | - | -- | -- | -- | - | ----------------------- |
| 1.    | River Plate   | 6 | 3  | 2 | 1 | 13 | 8  | +5 | 8 | Továbbjutott            |
| 2.    | Independiente | 6 | 3  | 2 | 1 | 9  | 6  | +3 | 8 |                         |
| 3.    | Boca Juniors  | 6 | 2  | 3 | 1 | 7  | 6  | +1 | 7 |                         |
| 4.    | Guaraní       | 6 | 0  | 1 | 5 | 5  | 14 | −9 | 1 |                         |

### B csoport
| Hely. | Csapat                  | M | Gy | D | V | G+ | G– | Gk | P | Továbbjutás vagy kiesés |
| ----- | ----------------------- | - | -- | - | - | -- | -- | -- | - | ----------------------- |
| 1.    | Peñarol                 | 4 | 3  | 0 | 1 | 6  | 1  | +5 | 6 | Továbbjutott            |
| 2.    | Universidad de Católica | 4 | 2  | 0 | 2 | 4  | 5  | −1 | 4 |                         |
| 3.    | Nacional                | 4 | 1  | 0 | 3 | 3  | 7  | −4 | 2 |                         |

## Döntő
| Hely. | Csapat      | M | Gy | D | V | G+ | G– | Gk | P | Továbbjutás vagy kiesés |
| ----- | ----------- | - | -- | - | - | -- | -- | -- | - | ----------------------- |
| 1.    | Peñarol     | 2 | 1  | 0 | 1 | 4  | 3  | +1 | 2 | Győztes                 |
| 2.    | River Plate | 2 | 1  | 0 | 1 | 3  | 4  | −1 | 2 |                         |

| 1966. május 12. | Peñarol              | 2–0 | River Plate | Montevideo                                                                   |  |
|                 | Abbadie 74' Joya 84' |     |             | Stadion: Estadio Centenario Nézőszám: 46 041 Játékvezető: Roberto Goicoechea |  |

| 1966. május 18. | River Plate                     | 3–2 | Peñarol               | Buenos Aires                                                                                           |  |
|                 | Onega 37' Sarnari 56' Onega 69' |     | Rocha 35' Spencer 53' | Stadion: Estadio Monumental Antonio Vespucio Liberti Nézőszám: ~60 000 Játékvezető: José María Codesal |  |

| 1966. május 20. | River Plate          | 2–4 (h.u.) | Peñarol                                 | Santiago                                                                        |  |
|                 | Onega 27' Solari 42' |            | Spencer 65' 102' Abbadie 71' Rocha 109' | Stadion: Estadio Nacional de Chile Nézőszám: 40 240 Játékvezető: Claudio Vicuña |  |

- A pontegyenlőség miatt újrajátszásra volt szükség, azt pedig a Peñarol csapata nyerte meg, így ők szerezték meg a trófeát.

## Bajnok
| Copa Libertadores 1966-os bajnok |
| -------------------------------- |
| Peñarol 3. cím                   |

## Góllövőlista
| # | Játékos            | Klub                | Gólok |
| - | ------------------ | ------------------- | ----- |
| 1 | Daniel Onega       | River Plate         | 17    |
| 1 | Pedro Rocha        | Peñarol             | 10    |
| 3 | Hugo Lencina       | Emelec              | 7     |
| 3 | Miguel Loayza      | River Plate         | 7     |
| 3 | Julio Morales      | Nacional            | 7     |
| 3 | Salomón Moyano     | Municipal de La Paz | 7     |
| 3 | Alfredo Hugo Rojas | Boca Juniors        | 7     |
| 3 | Orlando Virgili    | Nacional            | 7     |